# Anthiinae (Carabidae)
Anthiinae Bonelli, 1813 è una sottofamiglia  di coleotteri della famiglia Carabidae.

## Descrizione
La sottofamiglia comprende sia specie alate (p.es. tutti i generi della tribù Physocrotaphini, alcuni generi degli Helluonini: Gigadema, Macrocheilus) che attere (p.es. tutti i generi della tribù Anthiini, alcuni generi degli Helluonini: Helluapterus, Helluarchus).

## Biologia
La maggior parte delle specie ha abitudini notturne. Come la gran parte dei carabidi, sono voraci predatori; alcune specie (Anthia spp., Netrodera spp.) predano prevalentemente termiti.

## Distribuzione e habitat
Le specie di questa sottofamiglia sono diffuse prevalentemente nelle regioni tropicali (ecozone afrotropicale, neotropicale, orientale e fascia tropicale dell'Australia), ma la distribuzione di alcuni generi (p.es. Anthia, Colfax, Helluomorphoides e Macrocheilus) si estende alle parti meridionali del palearctico e del neartico. La sottotribù Helluonina è endemica dell'Australia.

## Tassonomia
La sottofamiglia comprende circa 350 specie in 40 generi e 3 tribù:
- Tribù Anthiini Bonelli, 1813
  - Anthia Weber, 1801
  - Atractonotus Perroud, 1846
  - Baeoglossa Chaudoir, 1850
  - Cycloloba Chaudoir, 1850
  - Cypholoba Chaudoir, 1850
  - Eccoptoptera Chaudoir, 1878
  - Gonogenia Chaudoir, 1844
  - Netrodera Chaudoir, 1850
- Tribù Helluonini Hope, 1838
  - Sottotribù Helluonina Hope, 1838
    - Aenigma Newman, 1836
    - Ametroglossus Sloane, 1914
    - Dicranoglossus Chaudoir, 1872
    - Epimicodema Sloane, 1914
    - Gigadema J. Thomson, 1859
    - Helluapterus Sloane, 1914
    - Helluarchus Sloane, 1914
    - Helluo Bonelli, 1813
    - Helluodema Castelnau, 1867
    - Helluonidius Chaudoir, 1872
    - Helluopapua Darlington, 1968
    - Helluosoma Castelnau, 1867
    - Neohelluo Sloane, 1914
    - Platyhelluo Baehr, 2005

  - Sottotribù Omphrina Jedlicka, 1941
    - Colfax Andrewes, 1920
    - Creagris Nietner, 1857
    - Dailodontus Reiche, 1843
    - Erephognathus Alluaud, 1932
    - Helluobrochus Reichardt, 1974
    - Helluomorpha Castelnau, 1834
    - Helluomorphoides Ball, 1951
    - Macrocheilus Hope, 1838
    - Meladroma Motschulsky, 1855
    - Omphra Dejean, 1825
    - Pleuracanthus Gray, 1832
    - Triaenogenius Chaudoir, 1877
- Tribù Physocrotaphini Chaudoir, 1863
  - Foveocrotaphus Anichtchenko, 2014
  - Helluodes Westwood, 1846
  - Holoponerus Fairmaire, 1883
  - Physocrotaphus Parry, 1849
  - Pogonoglossus Chaudoir, 1862
  - Schuelea Baehr, 2004

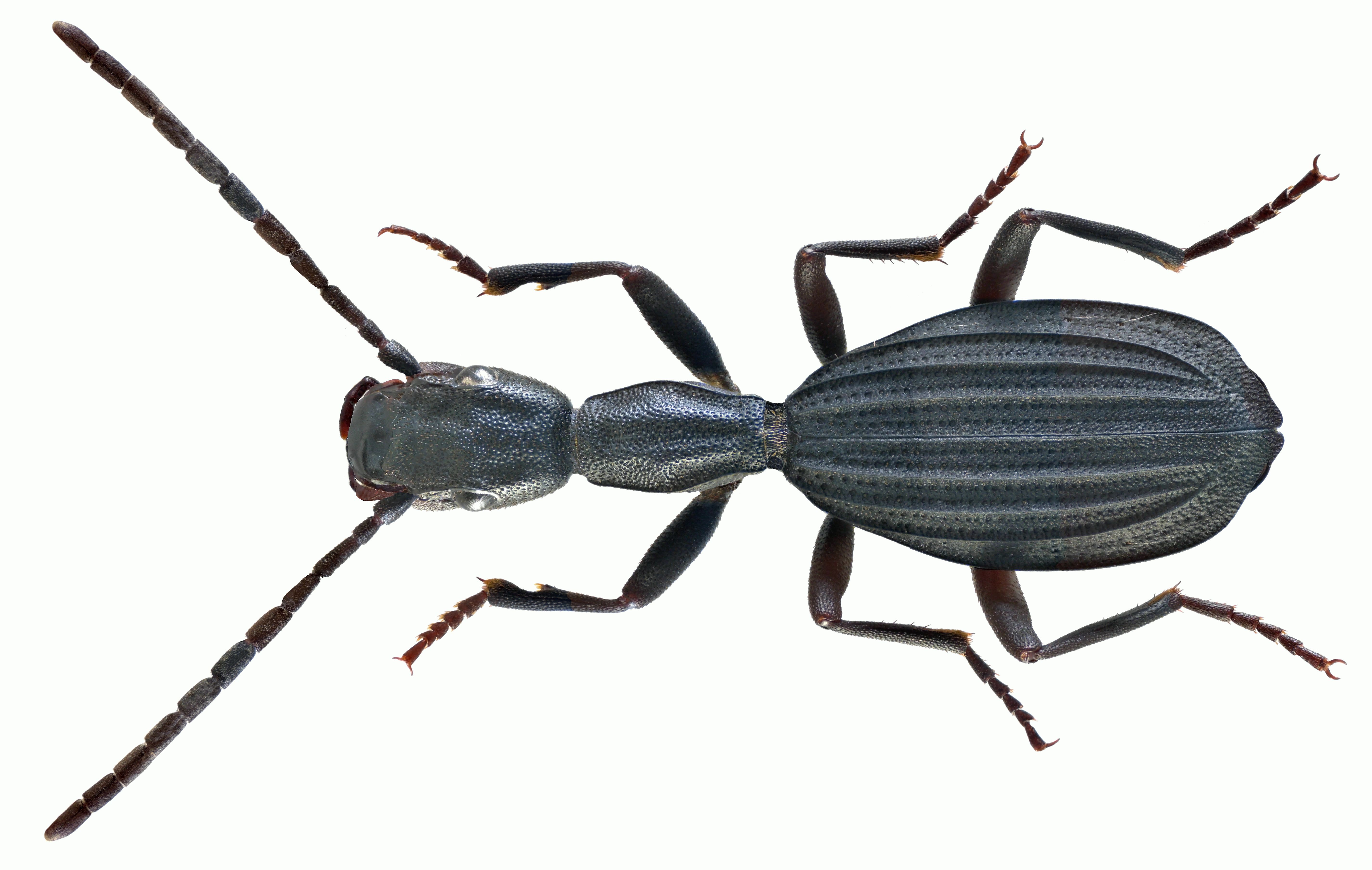
Netrodera formicaria

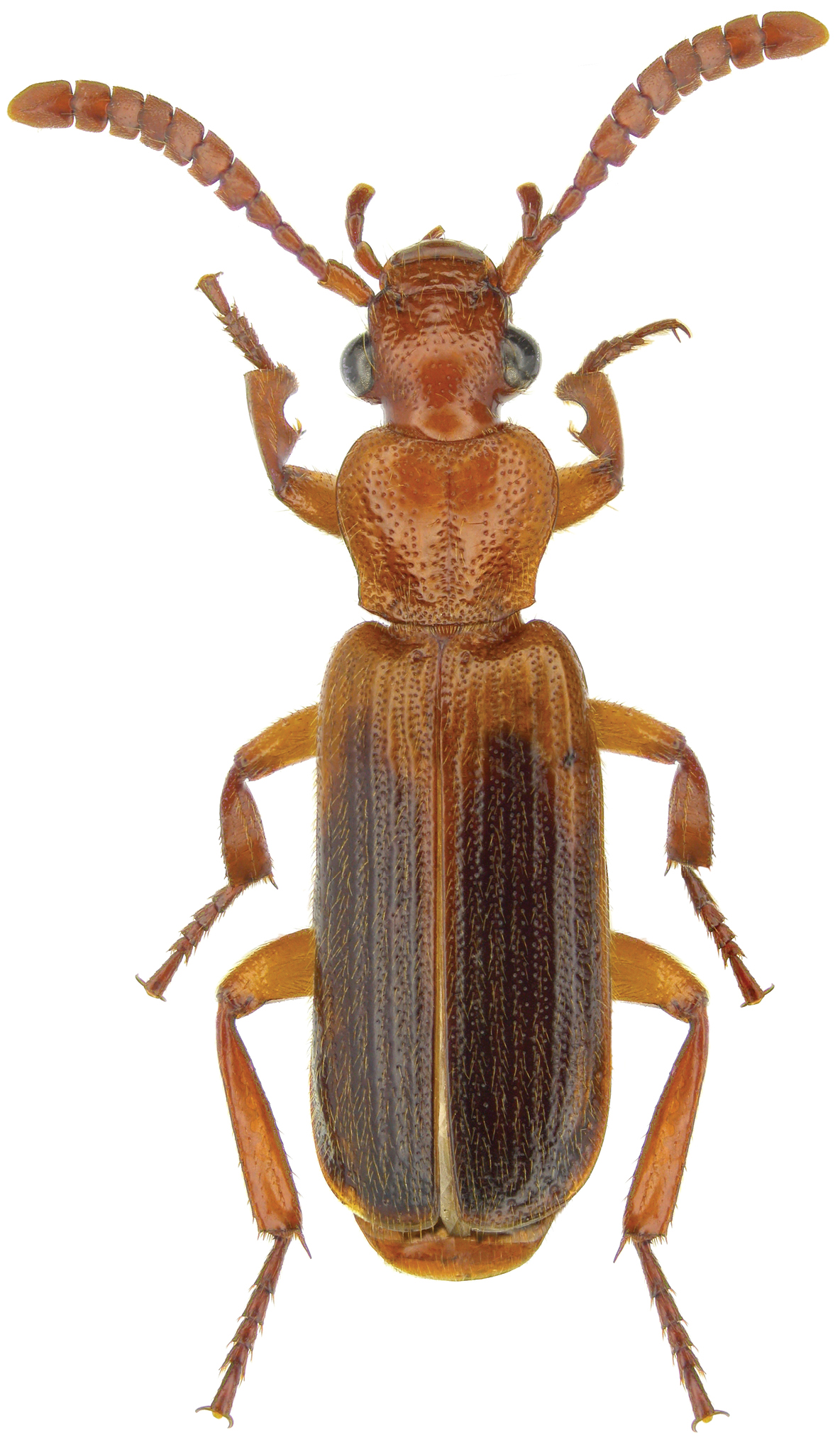
Helluomorphoides praeustus

Il genere che esprime la maggiore biodiversità è Macrocheilus che raggruppa 58 specie diffuse nelle regioni tropicali di Africa e Asia.